# Cámara anecoica de Microsoft
La cámara anecoica de Microsoft es la sala más silenciosa del mundo, según el Libro Guiness de los récords. Se encuentra en el Edificio 87 de las oficinas de Microsoft en Washington, Estados Unidos, y fue diseñada principalmente por Hundraj Gopal, científico especialista en el habla y la audición. Demoró casi dos años diseñar y construir la cámara. Incluso tomó casi ocho meses encontrar un edificio lo suficientemente silencioso como para albergarla.

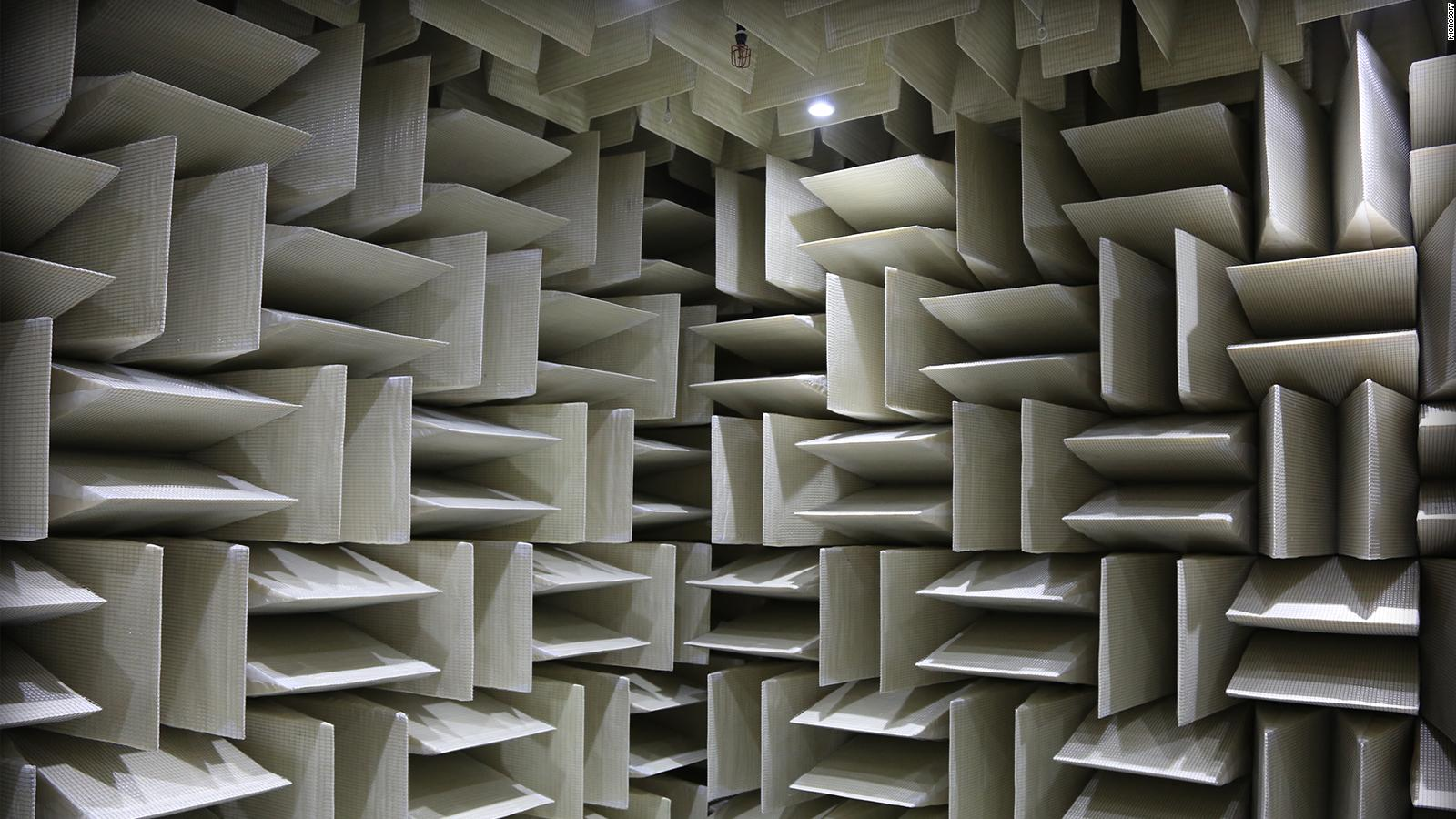
Cámara anecoica en el Edificio 87 de las oficinas de Microsoft.

A esta clase de cámaras se las llama «anecoicas» porque no producen ecos.

## Descripción
La cámara anecoica es un cubo que mide 6,36 metros en cada lado. Para lograr el silencio extremo, la cámara está diseñada como una cebolla que la aísla del mundo exterior.

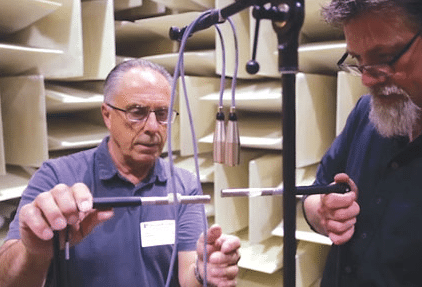
Hundraj Gopal montando la cámara anecoica.

Está hecha de seis capas de hormigón y acero. Alrededor de la sala hay una pared de 30 centímetros de ancho. Yace sobre un conjunto de resortes que amortiguan las vibraciones. En el interior hay unas cuñas de fibra de vidrio montadas sobre el suelo, las paredes y el techo para interrumpir las ondas de sonido antes de que puedan rebotar. El suelo es un matriz de cables suspendidos que absorben el sonido de las pisadas. Se aislaron también las tuberías de alimentación de los rociadores contra incendios y del sensor de alarma; los conductos de aire y la ventilación se forraron con material absorbente adicional.
El ruido de fondo de esta sala es tan bajo que se acerca al umbral más bajo, según las teorías matemáticas, el cero absoluto del sonido. El siguiente nivel es el vacío, la ausencia de sonido. Además, se apagan todas las luces para crear silencio auditivo y visual, sin ruido sensorial.

## Sensaciones
«En cuanto entras en la cámara, de inmediato sientes una sensación extraña y única, difícil de describir», escribió Hundraj Gopal. Para la mayoría de las personas, la falta de ruido es ensordecedora; sienten una sensación de abotagamiento en los oídos o zumbidos. Los sonidos muy débiles se vuelven audibles porque el ruido ambiental es excepcionalmente bajo. Al girar la cabeza, se puede oír como gira. Se puede oír la propia respiración.

## Usos
Esta cámara no está abierta al público, pero sí a investigaciones y experimentos.
Han examinado el ruido del teclado, buscando los materiales para realizar más o menos ruido. Los amplificadores también se ponen a prueba en el laboratorio en busca de cualquier distorsión o recorte de las frecuencias. El rendimiento de los micrófonos en los productos también puede ser probado de una manera similar. Los ingenieros también han estado utilizando la cámara para probar el desempeño de nuevas tecnologías, como la asistente de inteligencia artificial Cortana de Microsoft. 
El equipo también ha recibido una serie de solicitudes de investigadores que quieren utilizar la cámara para llevar a cabo investigaciones biomédicas. Algunas investigaciones, por ejemplo, sugieren que la privación sensorial a corto plazo puede inducir episodios psicóticos temporales y alucinaciones, lo que podría ayudar en el estudio de la esquizofrenia.

## Récord Guiness
La cámara de Microsoft está registrada en el Libro Guinness de los Récords como el lugar más silencioso del mundo, título que se adjudicó en 2015 a costa de una cámara parecida en los laboratorios Orfield, en Minnesota, Estados Unidos. Estableció el récord mundial oficial de silencio cuando el nivel de ruido interior se calculó en -20.6 decibeles. 